# Marie-Line Reynaud
Ne doit pas être confondu avec Line Renaud.
Pour les articles homonymes, voir Reynaud.
Marie-Line Reynaud, née le 17 juillet 1954 à Barbezieux (Charente), est une femme politique française, membre de la section PS de Jarnac.

## Biographie
Marie-Line Reynaud passe un baccalauréat littéraire et se tourne vers des études de droit, obtenant une maîtrise en droit communautaire. Installée à Jarnac depuis 1985, c'est là qu'elle s'intéressera de plus près à la vie politique, en devenant en 1989 conseillère municipale d'opposition à la mairie (UDF) de Jarnac.
Elle a été conseillère technique au centre d'information des droits de la femme et de la famille à Angoulême de 1991 à 1997. 
En 1997, elle est élue députée de la deuxième circonscription de la Charente, battant le député RPR sortant Pierre-Rémy Houssin, fonction qu'elle assumera jusqu'en 2002. De 2001 à juin 2007, elle est première adjointe de Jérôme Royer, maire PS de Jarnac et l'une des 11 délégués de la Municipalité à la Communauté de communes de Jarnac. 
Depuis 2001, elle est vice-présidente de la « Donation François Mitterrand ».
Elle rejoint le courant Nouveau Parti socialiste. 
Élue députée européenne en juin 2004, elle a siégé dans quatre commissions, les commissions « Femme » et « Affaires constitutionnelles » comme titulaire et la Commission « Liberté et égalité des genres » et la Commission temporaire sur la CIA comme suppléante. 
Elle est élue pour un nouveau mandat à l'Assemblée nationale le 17 juin 2007 en battant avec 52,78 % des suffrages Jérôme Mouhot, le maire UMP de Cognac ; le député UMP sortant, Jacques Bobe, ne se représentant pas.
 À la suite de cette élection, et comme elle l'avait annoncé, elle abandonne son mandat de députée européenne, où elle sera remplacée par Roselyne Lefrançois. Elle renonce aussi à son poste de première adjointe au maire de Jarnac.
Lors des élections législatives de 2012, elle obtient un nouveau mandat de député en étant élue au deuxième tour avec 57,08 % des voix. Elle ne se représente pas lors des élections législatives de juin 2017.
Marie-Line Reynaud est mariée et mère de trois enfants.

## Récompenses et distinctions

### Décorations
- Chevalier de la Légion d'honneur (2022)[1]